# Нова-Реденсан
Нова-Реденсан (порт. Nova Redenção)  —  муниципалитет в Бразилии, входит в штат Баия. Составная часть мезорегиона Юго-центральная часть штата Баия. Входит в экономико-статистический микрорегион Сеабра. Население составляет 7409 человек на 2006 год. Занимает площадь 510,918 км². Плотность населения — 14,5 чел./км².

## Статистика
- Валовой внутренний продукт на 2003 год составляет 22 800 827,00 реалов (данные: Бразильский институт географии и статистики).
- Валовой внутренний продукт на душу населения на 2003 год составляет 2859,76 реалов (данные: Бразильский институт географии и статистики).
- Индекс развития человеческого потенциала на 2000 год составляет 0,587 (данные: Программа развития ООН).